# 卡丽·海森

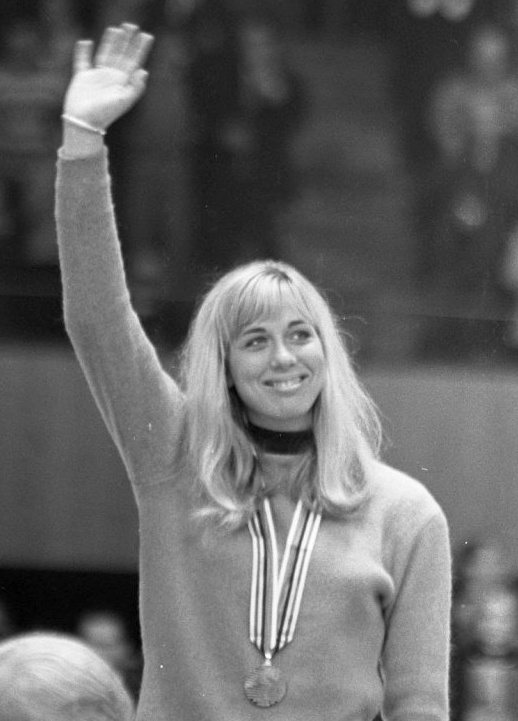
卡丽·海森 (1968年)

卡丽·海森（荷蘭語：Carry Geijssen，1947年1月11日—），生于阿姆斯特丹，荷兰女子速度滑冰运动员。她曾代表荷兰获得1968年冬季奥运会速度滑冰比赛女子1000米金牌和1500米银牌。